# Lutanjärvi
Lutanjärvi är en sjö i Finland. Den ligger i kommunen Euraåminne i landskapet Satakunta, i den sydvästra delen av landet, 200 km nordväst om huvudstaden Helsingfors. Lutanjärvi ligger 45 meter över havet. Arean är 40,3 hektar och strandlinjen är 3,29 kilometer lång. Sjön  ingår i Lapinjokis huvudavrinningsområde.   I omgivningarna runt Lutanjärvi växer i huvudsak blandskog.